# District de Telang Usan
Le district de Telang Usan (malais : Daerah Telang Usan) est un district administratif de l'État malaisien du Sarawak, qui fait partie de la Division de Miri. La capitale du district est dans la ville de Long Lama.

### Liens connexes
- Districts de Malaisie